# エディー・ロワリー

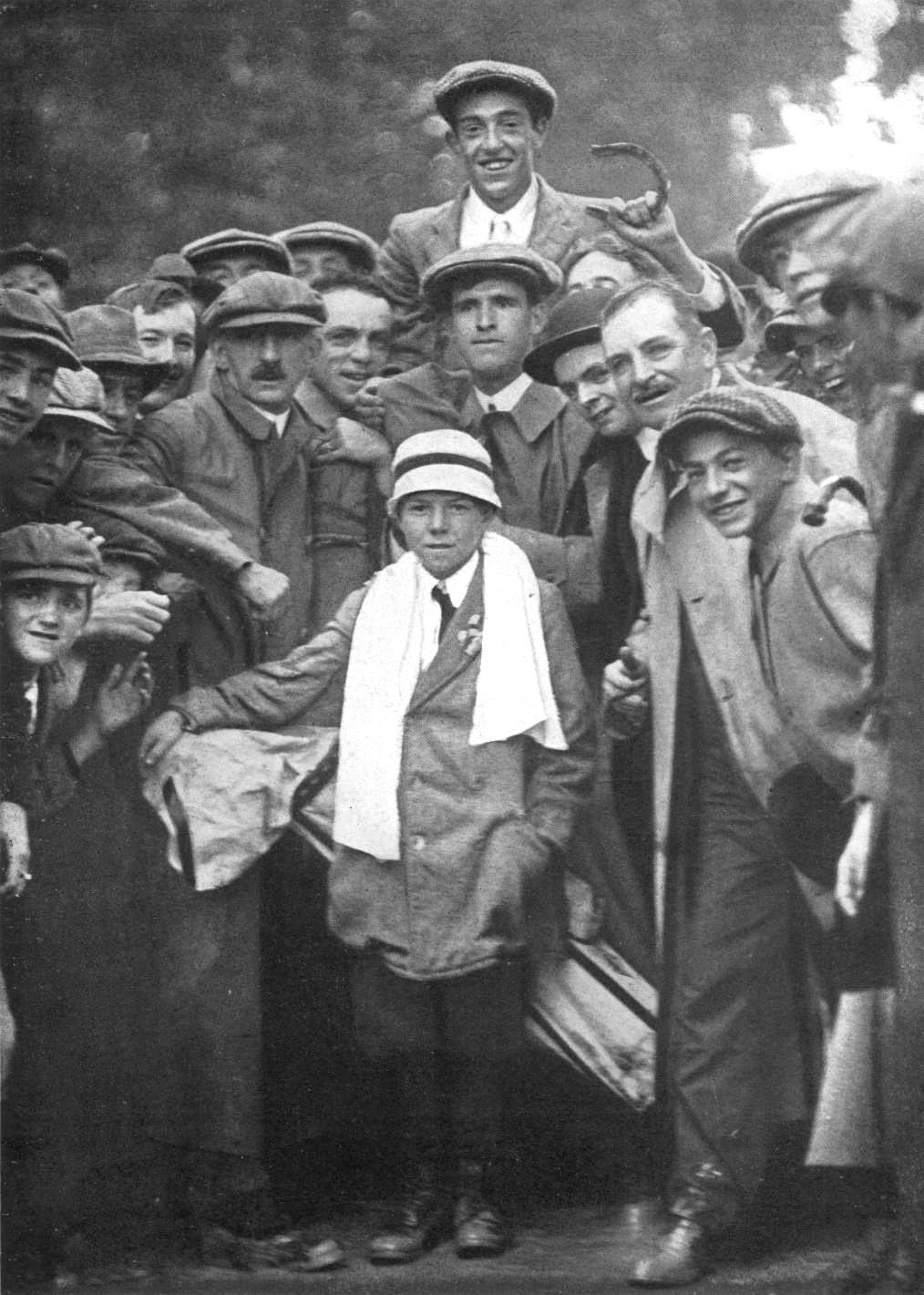
1913年にフランシスウイメットを担いだ群衆の前に白タオルを首に巻いているのがロワリー。

エドワード・エドガー・ロワリー（Edward Edgar Lowery、1902年10月14日 – 1984年5月4日）は米国人キャディ、アマチュアゴルファー、億万長者の事業家。 
ロワリーは10歳だった1913年、ザカントリークラブで開催された全米オープンゴルフ選手権でフランシス・ウィメットがハリー・バードンとテッド・レイをプレーオフの末に破って優勝した際にキャディを務めたことで知られている。ロワリーとウィメットがフェアウェイを一緒に駆け抜ける姿を映した象徴的写真は米国ゴルフ史上最も記憶に残るものになった。全米ゴルフ協会 (USGA) の100周年記念のロゴとしても、またブルックラインに建てられた、マーク・フロストによるウィメットとバードンの勝負やその結果としての近代ゴルフの誕生を描いた伝記的小説「The Greatest Game Ever Played」の表紙にもなった。この小説はディズニー映画により映画化され、ジョシュ・フリッターが演じたロワリーが主役として描かれた。 
ロワリーとウィメットは終生友人関係を保ち、ウィメットの葬儀ではロワリーは棺の付添人の一人を務めた。 

## 伝記
ロウリーは、マサチューセッツ州ニュートンで、アイルランド移民であったジョンとマリア・ロウリー（旧姓カラン）の間に第五子として生まれた。 彼はカリフォルニア州サンフランシスコに移り、ケン・ベンチュリ（1964年全米オープンゴルフ選手権チャンピオン）、ハービー・ウォード（1955年と1956年の全米アマチュアゴルフ選手権チャンピオン）、トニー・レマ（1964年全英オープンチャンピオン）などの著名なアマチュアゴルファーをサポートした。 ロワリー自身はサンフランシスコのリンカーンパークでプレーした。1984年にカリフォルニア州リバーサイド郡で死亡し、カリフォルニア州パシフィックグローブのエルカーメロ墓地に埋葬されている。 
彼はサンフランシスコの自動車ディーラー業で成功し百万長者となった。 ロワリーとボブ・ホープは友達で、二人とも1951年の全英アマチュアでプレーした。 彼は、2人の従業員（ベンチュリとウォード）などの若いアマチュアゴルファーの支援者となった。 1956年に、彼はこれら2人のアマチュアと2人のゴルフプロ、ベン・ホーガンとバイロン・ネルソンによる親善試合開催を企画した。サイプレスポイントクラブで行われたこの4ボールマッチで、アマチュアチームは善戦したが、最終的にはプロが1アップで勝利した。 ベンチュリは数年後、新聞でこのマッチについて、「これまで見た中で最高のゴルフだった」と語った。 この試合の内容は、マーク・フロストの2007年の著書「The Match」で詳細に描写されている。 
ロウリーはまた、全米ゴルフ協会 (USGA) の実行委員会にも加わっていた。 ハーヴィー・ウォードに対する彼の支援が問題を引き起こした。ロワリーは認められていない経費を控除申告していた。 ロワリーの USGA の専門知識を信頼していたウォードは、前年および前前年の全米アマを2連覇中だったが、1957年にアマチュア資格を取り消されてしまった。 